# Litwa Stara (gromada)
Litwa Stara – dawna gromada, czyli najmniejsza jednostka podziału terytorialnego Polskiej Rzeczypospolitej Ludowej w latach 1954–1972.
Gromady, z gromadzkimi radami narodowymi (GRN) jako organami władzy najniższego stopnia na wsi, funkcjonowały od reformy reorganizującej administrację wiejską przeprowadzonej jesienią 1954 do momentu ich zniesienia z dniem 1 stycznia 1973, tym samym wypierając organizację gminną w latach 1954–1972.
Gromadę Litwa Stara z siedzibą GRN w Litwie Starej utworzono – jako jedną z 8759 gromad – w powiecie wysokomazowieckim w woj. białostockim, na mocy uchwały nr 24/V WRN w Białymstoku z dnia 4 października 1954. W skład jednostki weszły obszary dotychczasowych gromad Litwa Stara, Grodzkie Nowe, Grodzkie Stare, Grodzkie Szczepanowięta, Kulesze Litewka, Niziołki Dobki i Niziołki Stare ze zniesionej gminy Wysokie Mazowieckie w tymże powiecie. Dla gromady ustalono 9 członków gromadzkiej rady narodowej.
1 stycznia 1958 gromadę Litwa Stara zniesiono, włączając jej obszar do gromady Kulesze Kościelne.